# 羽仁修
羽仁 修（はに しゅう）は、日本の劇作家、演出家。
演劇集団イヌッコロで全脚本を手掛け、自身で舞台演出も行っていた。また、自身がプロデュースするユニット「羽仁プロデュース」でも舞台演出を手掛けていた。
2022年6月、俳優・劇作家・演出家の佐野瑞樹のペンネームであることを明かし、今後は執筆活動をペンネームではなく佐野瑞樹名義に集約するとした。以降は、羽仁修としてそれまで発表した作品も、作者は佐野瑞樹名義に改められている。

## 執筆作品

### 演劇集団イヌッコロ
- 『オタッカーズ・ハイ』
- 『苦闘のラブリーロバー』
- 『ギャングアワー』
- 『恋するアンチヒーロー』
- 『冒険者たちのホテル』
- 『ハッピーハードラック』
- 『天爛のパティシエ』 - 原作トライフル
- 『ご町内デュエル』
- 『スペーストラベロイド』
- 『まわれ！無敵のマーダーケース』
- 『いえないアメイジングファミリー』
- 『となりのホールスター』
- 『いさめ！池田屋シアター』
- 『かげきなデイリープレイス』[注釈 2]

## 舞台演出（脚色含む）

### 演劇集団イヌッコロ
- 第1回公演『オタッカーズ・ハイ』（2010年4月30日 - 5月2日）
- 第2回公演『苦闘のラブリーロバー』（2010年12月9日 - 12日）
- 第3回公演『ギャングアワー』（2011年6月28日 - 7月3日）
- 第4回公演『苦闘のラブリーロバー再』（2011年11月30日 - 12月4日）
- 第5回公演『恋するアンチヒーロー』（2012年7月18日 - 22日）
- 第7回公演『リバースヒストリカ』（2013年10月16日 - 20日） - *pnish*原作
- 第8回公演『ハッピーハードラック』（2014年4月1日 - 6日）
- Showcase ver.2『天爛のパティシエ』（2014年7月30日 - 8月3日） - トライフル原作
- 第9回公演『ご町内デュエル』（2014年10月14日 - 19日）
- 第10回公演『スペーストラベロイド』（2015年8月4日 - 9日）
- SHOW CASE ver.3『苦闘のラブリーロバー』（2015年12月9日 - 13日）
- showcase ver.4『冒険者たちのホテル』（2016年3月23日 - 28日）
- 第11回公演『まわれ！無敵のマーダーケース』（2017年3月21日 - 26日）
- Showcase ver.5『いえないアメイジングファミリー』（2017年9月13日 - 18日）
- 第12回本公演『となりのホールスター』（2018年5月8日 - 13日）
- Showcace ver.6『オタッカーズ・ハイ』（2018年10月16日 - 21日）
- 第13回本公演『いえないアメイジングファミリー』（2019年1月30日 - 2月10日）

## 羽仁プロデュース
- 羽仁プロデュース第1弾『恋するアンチヒーロー』（2018年9月6日 - 17日、ポケットスクエア 劇場MOMO）
- 羽仁プロデュース第2弾『天爛のパティシエ』（2019年5月14日 - 19日、ワーサルシアター八幡山劇場） - 佐野瑞樹演出
- 羽仁プロデュース第3弾『ハッピーハードラック』（2020年2月11日 - 24日、上野ストアハウス） - 佐野瑞樹演出